# L'uomo con due vite
L'uomo con due vite (titolo originale Berättelse om herr Roos) è un romanzo giallo dello scrittore svedese Håkan Nesser pubblicato in Svezia nel 2008.
È il terzo libro della serie che ha per protagonista l'ispettore Gunnar Barbarotti.
La prima edizione del romanzo è stata pubblicata nell'anno 2010 da Guanda.

## Trama
Ante Valdemar Roos è un uomo sulla sessantina che svolge una vita ordinaria e monotona, disprezzato da moglie, figlie e colleghi. Almeno fino al giorno in cui la fortuna gli sorride, facendogli vincere una schedina giocata per anni. Valdemar decide così di non dare a nessuno la notizia e di crearsi una vita parallela con tanto di casa nel bosco.
Anna Gambowska, ragazza ventenne dal passato burrascoso, fugge zaino in spalla da un centro di recupero per tossicodipendenti e si imbatte in un'idilliaca casa nel bosco.
Qualche giorno dopo Alice Ekman Roos si reca dall'ispettore Gunnar Barbarotti, bloccato in un letto d'ospedale con una gamba rotta, chiedendogli di indagare sulla scomparsa del marito. Il caso sembra risolversi rapidamente, finché le ricerche condotte dai colleghi dell'ispettore non portano al ritrovamento di un cadavere non identificato.

## Edizioni
- Håkan Nesser, L'uomo con due vite, traduzione di Carmen Giorgetti Cima, Guanda, 2010. ISBN 978-88-6088-938-6.
- Håkan Nesser, L'uomo con due vite, traduzione di Carmen Giorgetti Cima, TEA, 2011. ISBN 978-88-502-2649-8.
- Håkan Nesser, L'uomo con due vite, traduzione di Carmen Giorgetti Cima, TEA, 2014. ISBN 978-88-502-3539-1.